# Pagyda holonalis
Pagyda holonalis là một loài bướm đêm trong họ Crambidae.